# Dieter Brei
Dieter Brei (* 30. September 1950 in Verl) ist ein ehemaliger deutscher Fußballspieler und -trainer.

## Karriere
Brei begann seine Fußballkarriere in der Jugend von Schwarz-Weiß Sende und spielte als Senior in der Kreisliga A. 1970 wechselte er zu Arminia Bielefeld in die Bundesliga, wo er in 42 Spielen drei Treffer erzielte. Nach dem Abstieg 1972 in die Regionalliga West wechselte er in der Winterpause der Saison 1972/73 wieder in die Bundesliga zu Fortuna Düsseldorf, wo er seine Karriere nach 221 Spielen (30 Tore) nach Verletzungen 1981 beendete. In dieser Zeit gewann er mit Fortuna den DFB-Pokal in den Jahren 1979 und 1980. Insgesamt bestritt er als Abwehr- und Mittelfeldspieler 263 Bundesliga-Spiele, in denen er 33 Tore erzielte.
1974 kam Brei zu seinem einzigen Einsatz in der B-Nationalmannschaft, als er in Kiel gegen Schweden eingewechselt wurde. Höhepunkt und zugleich Tiefpunkt seiner Karriere war das Finale im Europapokal der Pokalsieger am 16. Mai 1979, in dem Fortuna Düsseldorf gegen den FC Barcelona mit 3:4 nach Verlängerung unterlag. Brei musste bereits nach 25 Minuten ausgewechselt werden, weil er im Rasen hängengeblieben war und sich eine Knieverletzung zugezogen hatte. Trotz zweier Operationen bedeutete die Verletzung das Karriereende.
Fortuna Düsseldorf war Breis erste Trainerstation in der Bundesliga von 1985 bis 1987. In den 1990er Jahren trainierte er Rot-Weiss Essen in der 2. Bundesliga und der Regionalliga, den FC Gütersloh in der 2. Bundesliga und den SC Verl in der Regionalliga und der Amateur-Oberliga. Zwischen 2000 und 2003 war er sportlicher Leiter beim SC Verl. Von Oktober 2007 bis Juni 2008 trainierte er den Oberligisten SC Wiedenbrück 2000.